# Topique (rhétorique)
Pour les articles homonymes, voir Topique.
 (août 2012).
Si vous disposez d'ouvrages ou d'articles de référence ou si vous connaissez des sites web de qualité traitant du thème abordé ici, merci de compléter l'article en donnant les références utiles à sa vérifiabilité et en les liant à la section « Notes et références ».
En rhétorique, la topique désigne les procédés permettant de trouver de la matière et des thèmes pour les discours.

## Technique
La topique est plus précisément le relevé systématique des thèmes et idées communes (ou « lieux communs ») qui doivent servir de fil rouge dans la recherche et le choix des thèmes.

## Historique
La topique était l'objet de l'attention des rhétoriciens grecs tardifs et romains comme Cicéron dans ses écrits De inventione et Topica.